# Albert H. Fish
Albert Hamilton Fish (født 19. maj 1870, død 16. januar 1936) var en amerikansk sadomasochistisk torturmorder, seriemorder og kannibal. Han var kendt under navnene: Den Grå Mand (The Gray Man), Varulven fra Wysteria, (The Werewolf of Wysteria) Vampyren fra Brooklyn (The Brooklyn Vampire) og The Bogeymand.
Han pralede med at han havde, ”myrdet et barn i hver en stat” og han satte tallet til omkring 100, men der er ikke sikkert, om han talte om forulempelse eller kannibalisme. Og om det er sandt.
Han var mistænkt for mindst fire mord mens han levede. Fish tilstod tre mord, som politiet var i stand til spore, og han tilstod at have dolket mindst to andre. Han blev retsforfulgt for kidnapningen og mordet på Grace Budd, og han blev dømt til henrettelse i den elektriske stol.

## Biografi

### Barndom
Han blev født som Hamilton Fish i Washington D.C. som søn af Randall Fish (1795-1875).
Han sagde, at han var navngivet efter Hamilton Fish, en fjern slægtning. Fish var det yngste barn, og han havde tre levende søskende: Walter, Annie, og Edwin Fish. Han ønskede at blive kaldt ”Albert” efter en afdød bror, og for at undgå øgenavnet 'Ham and Eggs', som han fik på det vajsenhus (børnehjem), hvor han tilbragte mange af sine første år.
Mange af hans familiemedlemmer havde en sindsygdom.
Hans far var flodbådskaptajn, og i 1870 var han gødningsfabrikant. Faderen døde af hjertestop på Sixth Street Station, Pennsylvania jernbane, i 1875 i Washington D.C.. Fishs mor sendte ham på børnehjem. Her blev han pisket og slået og fandt ud af, at han nød fysisk smerte. Tæskene gav ham ofte erektion, for hvilket de andre på børnehjemmet drillede ham. I 1879 havde hans mor havde fået kommunalt arbejde og var i stand til at tage sig af ham. Imidlertid havde oplevelserne haft effekt på ham, og han startede et homoseksuelt forhold i 1882 i en alder af 12 år med en telegrafdreng. Denne dreng introducerede Fish til urofili og koprofili. Fish begyndte at besøge offentlige badeanstalter, hvor han kunne se drenge tage tøjet af, og han tilbragte store dele af sine weekender der.
I 1890 ankom Fish i New York City, og han blev prostitueret. Han begyndte også at voldtage unge drenge, en forbrydelse han forsatte med, selv efter hans mor arrangerede et ægteskab for ham i 1898. Han blev gift med en kvinde, der var ni år yngre end ham selv. De fik seks børn; Albert, Anna, Gertrude, Eugene, John og Henry Fish. Han blev arresteret for underslæb og blev fængslet i Sing Sing i 1903. Han havde jævnligt sex med mænd, mens han var fængslet.
Hele 1898 arbejde han som bygningsmaler, og han sagde, at han forsatte med at forgribe sig på børn – mest drenge under seks.
Senere fortalte han om en episode, hvor en mandlig elsker tog ham med til en voksmuseum, hvor Fish blev fascineret af udstillingen med peniser. Kort tid efter udviklede han en morbid interesse for kastrering. Under et forhold til en retarderet mand, forsøgte Fish at kastrere ham, efter at have bundet ham. Manden blev bange og flygtede. Fish begyndte at begyndte at intensivere sine besøg til bordeller, hvor han kunne blive pisket og slået med jævne mellemrum.
I januar 1917 forlod hans kone ham til fordel for John Straube, som havde boet til leje hos familien Fish. Efter at hans kone havde forladt ham, begyndte han at høre stemmer. For eksempel pakkede han en gang sig selv ind i et gulvtæppe, og han forklarede det med, at han havde fået instruktioner af Apostlen Johannes .

## Tidlige overfald og forsøg på bortførelse
Fish indrømmede, hvad der måske var hans første overfald på et barn, Thomas Kedden, i Wilmington, Delaware i 1910 Derefter, dolkede han en retarderet dreng, omkring 1919 i Georgetown, Washington, D.C.. mange af hans ofre var enten retarderede eller af afro–amerikansk oprindelse, fordi han troede de ikke ville blive savnet
Den 11. juli 1924 fandt Fish den otte år gamle Beatrice Kiel legende alene på sine forældres gård. Han tilbød hende penge for at hjælpe ham med at lede efter rabarber på de tilstødende marker. Hun var på vej til at gå med Fish, da hendes mor kom og jagtede Fish væk. Fish gik, men vendte tilbage til Kiels lade, hvor han prøvede at sove, indtil han blev opdaget af Hans Kiel, som bad ham om at forsvinde.

### Grace Budd
Den 23. maj 1928 satte Edward Budd en annonce i søndagsudgaven af avisen New York World.
Annoncen lød: ”Ung mand, 18 år, ønsker stilling på landet. Edward Budd, 406 West 15th Street." Den 28. maj 1928 besøgte den nu 58 år gamle Fish familien Budd på Manhattan i New York City under påskud af, at han ville ansætte Edward. Han præsenterede sig som Frank Howard, landmand fra Farmingdale, New York. Her var Edward Budds yngre søster, den 10 år gammel Grace. Fish lovede at ansætte Edward Budd og sagde, han ville sende bud efter ham efter få dage. Ved hans andet besøg overtalte han forældrene, Delia Flanagan og Albert Budd, til at lade Grace følge med sig til en fødselsdag samme aften hos hans søster. Albert Budd senior var dørmand ved "The Equitable Life Assurance Society of the United States".
Grace havde en søster ved navn Beatrice, og to andre brødre, Albert Budd II; og George Budd. Fish tog af sted med Grace den dag og kom aldrig tilbage.
Politiet arresterede Charles Edward Pope den 5. september 1930, som mistænkt for kidnapningen. Han var en 66 år gammel varmemester, og han blev anklaget af sin kone, som han havde et køligt forhold til. Han tilbragte 108 dage i varetægtsfængsel og blev stillet for retten den 22. december, 1930.

### Brevet
Syv år senere, i November 1934, blev et anonymt brev sendt til pigens forældre. Det ledte politiet til Albert Fish. Brevet er gengivet her, med alle Albert Fishs grammatiske fejl:
(Dansk oversættelse af brevet er længere nede på siden)
| Citat | Dear Mrs. Budd. In 1894 a friend of mine shipped as a deck hand on the Steamer Tacoma, Capt. John Davis. They sailed from San Francisco for Hong Kong, China. On arriving there he and two others went ashore and got drunk. When they returned the boat was gone. At that time there was famine in China. Meat of any kind was from $1-3 per pound. So great was the suffering among the very poor that all children under 12 were sold for food in order to keep others from starving. A boy or girl under 14 was not safe in the street. You could go in any shop and ask for steak—chops—or stew meat. Part of the naked body of a boy or girl would be brought out and just what you wanted cut from it. A boy or girl's behind which is the sweetest part of the body and sold as veal cutlet brought the highest price. John staid [sic] there so long he acquired a taste for human flesh. On his return to N.Y. he stole two boys, one 7 and one 11. Took them to his home stripped them naked tied them in a closet. Then burned everything they had on. Several times every day and night he spanked them — tortured them — to make their meat good and tender. First he killed the 11 year old boy, because he had the fattest ass and of course the most meat on it. Every part of his body was cooked and eaten except the head—bones and guts. He was roasted in the oven (all of his ass), boiled, broiled, fried and stewed. The little boy was next, went the same way. At that time, I was living at 409 E 100 St. near—right side. He told me so often how good human flesh was I made up my mind to taste it. On Sunday June the 3, 1928 I called on you at 406 W 15 St. Brought you pot cheese—strawberries. We had lunch. Grace sat in my lap and kissed me. I made up my mind to eat her. On the pretense of taking her to a party. You said yes she could go. I took her to an empty house in Westchester I had already picked out. When we got there, I told her to remain outside. She picked wildflowers. I went upstairs and stripped all my clothes off. I knew if I did not I would get her blood on them. When all was ready I went to the window and called her. Then I hid in a closet until she was in the room. When she saw me all naked she began to cry and tried to run down the stairs. I grabbed her and she said she would tell her mamma. First I stripped her naked. How she did kick — bite and scratch. I choked her to death, then cut her in small pieces so I could take my meat to my rooms. Cook and eat it. How sweet and tender her little ass was roasted in the oven. It took me 9 days to eat her entire body. I did not fuck her tho I could of had I wished. She died a virgin. | Citat |
|       | |       |

Fru Budd var analfabet og kunne ikke læse brevet, så hun fik sin søn til at læse det for sig. Fish tilstod senere til sin irration, at han rent faktisk havde voldtaget Grace. Fish var tvangsløgner, så det er ikke sikkert at dette er sandt. Han havde fortalt politiet da han blev spurgt, at det aldrig havde været i hans tanker at voldtage pigen.

### Pågribelse
Brevet blev leveret i en konvolut med et sekskantet emblem med bogstaverne "N.Y.P.C.B.A." som står for "New York Private Chauffeur's Benevolent Association".(New York privat chaufførers godgørende forening). En pedel fortalte politiet at han havde taget noget af brevpapiret og konvolutterne med hjem til sit logihus på 200 East 52nd Street, men han havde lade dem blive tilbage, da han flyttede. Værtinden på logihuset fortalte, at Fish få dag tidligere var tjekket ud, og hun fortalte at Fishs søn sendte ham penge og han havde bedt passe på hans næste check. William F. King  den ledende efterforsker, ventede uden for værelset indtil Fish, vendte tilbage. Han indvilgede i at blive ført til hovedkvarteret og afhørt, men ved hoveddøren angreb han King med en barberkniv
 King afvæbnede Fish, og bragte ham til politihovedkvarteret. Fish gjorde ikke noget forsøg på at benægte mordet på Grace Budd, og sagde at han ville havde gået til huset, for at dræbe, Edward Budd, Graces bror. .

## Opdagelser efter anholdelsen

### Billy Gaffney
Den 11. februar 1927 legede Billy Gaffney på gangen uden for familiens lejlighed i Brooklyn sammen med sin ven, Billy Beaton. Begge drenge forsvandt, men vennen blev fundet på taget af ejendommen. Da han blev spurgt, hvad der var sket med Gaffney, sagde Beaton ”the boogey man” (bøhmand) tog ham. Til at begynde med var Peter Kudzinowski mistænkt for mordet på Billy Gaffney, men nu så Joseph Meehan vognstyrer på en Brooklyn sporvogn, et billede af Fish i avisen, og identificerede ham som den gamle mand som han havde set, prøve på at få en lille dreng til at være stille i sporvognen den 11. februar 1927. Drengen var uden jakke og græd efter sin mor og var blevet slæbt af og på sporvognen. Beskrivelsen passede på Billy Gaffney. Hans lig blev aldrig fundet. Billys mor besøgte Fish i Sing Sing for at prøve at få nogle flere detaljer om sin søns død .
Fish tilstod følgende:
| Citat | jeg tog ham med til Riker Avenue losseplads. Der er et isoleret hus, ikke så langt fra hvor jeg bortførte ham fra; jeg tog drengen der. Tog tøjet af ham, og bandt hans hænder og fødder, jeg kneblede ham med en beskidt klud, jeg havde fundet ude på lossepladsen. Så brændte jeg hans tøj, kastede hans sko ud på lossepladsen. Så gik jeg tilbage og tog sporvognen ved 59 Street omkring klokken 2, og gik derfra hjem. Næste dag omkring klokken 2, tog jeg værktøj, en god tung ni halet pisk, hjemmelavet, et kort håndtag, skar et af mine egne bælter i to, skar hver af disse dele i seks strimler, ca. 20½ cm hver. Jeg piskede hans bare bagdel, til blodet løb ned af hans ben. Jeg skar hans ører og næse af, og skar hans mund fra øre til øre, tog hans øjne ud, på det tidspunkt var han død. Jeg stak min kniv i hans mave, og holdt min mund, sådan at jeg kunne drikke hans blod. Jeg samlede fire gamle kartoffelsække op og samlede en dynge sten. Så skar jeg ham op, jeg havde en rejsetaske med mig, jeg puttede hans næse, ører og et par skiver af hans mave i min rejsetaske. Så skar jeg igennem hans krop, lige under navlen, så skar jeg igennem hans ben, ca. 6 cm, under han bagdel. Det puttede jeg i rejsetaske sammen med en masse papir. Derefter skar jeg arme, hoved, fødder, hænder og benene lige under knæene. Det puttede jeg i sækken med stenene, bandt til og smed det hele i en dam med slimet vand, ved siden af vejen som går mod North Beach. Jeg kom hjem med mit måltid. Jeg spiste forsiden af hans krop, som jeg synes bedst om. Hans tissemand, pung og den lille søde bagdel, til at stege i ovnen og spise. Jeg lavede en sammenkogt ret af hans næse, ører og stykker af hans ansigt og mave. Jeg puttede løg, gulerødder, selleri, majroe, salt og peber. Det var godt. Så dele jeg, ballerne på hans bagdel, jeg puttede stykker af bacon, på hver balle og satte dem i ovnen. Så pillede jeg fire løg og da kødet var stegt ¼ time, hælde jeg ca. en halv liter vand ved til sovs og de fire løg. Med jævne mellem rum, dryppede jeg hans bagdel, med en træske, så måltidet ville blev skøn og saftig. Efter ca. to timer det var skønt og brunt, stegt igennem. jeg har aldrig smagt noget stegt kalkun, som smagte bare halvt så godt, som hans lille bagdel gjorde. Jeg spiste alt af måltidet, i løbet af fire dage. Han lille pung var sød om en nød, men hans tissemand, kunne jeg ikke tygge, den smed jeg ud.. | Citat |
|       | |       |

### Tidligere fængslinger
Fish giftede sig den 6. februar 1930 i Waterloo i New York med "mrs. Estella Wilcox" og blev skilt efter en uge. Fish havde været arresteret i maj 1930 for at sende uanstændig breve til negerkvinder, der svarede på annoncer efter en stuepige." han havde være sendt til Bellevue psykiatrisk hospital i 1930 og 1931 til observation, som følge af sin arrestation.

## Retssag og henrettelse
Retssagen om Albert Fish for overlagt mord på Grace Budd begyndte mandag, den 11. marts, 1935, i White Plains, New York, med Frederick P. Close som dommer, og chef assistent distrikts advokat Elbert F. Gallagher som anklager og James Dempsey var Fish forsvarsadvokat. Retssagen varede 10 dage. Fish erklærede sig sindssyg, og påstod at have hørt stemmer fra Gud, som sagde han skulle slå børn ihjel. Flere psykiatere vidnede om Fish Seksuel fetichisme, der i blandt Efebofili, urofili , Koprofili og Masochisme, men der var uenighed om hvorvidt disse aktiviteter betød at han var sindssyg. Forsvarets hoved ekspert vidne var Fredric Wertham, en psykiater, med fokus på børns udvikling, som ledte undersøgelsen for New York kriminalret, Wertham sagde at Fish var sindssyg. Et andet af forsvarets vidner var Mary Nicholas, Fish 17 år gammle steddatter. Hun beskrev hvordan Fish, lærte hende og hendes søskende, en leg, med masochisme undertoner og børne forulempelse.
Juryen fandt han, normal og skyldig, og dommeren gav en dødsdom.
Efter at Fish havde fået sin dom, tilstod han mordet på den 8 år gammel Francis X. McDonnell, dræbt på Staten Island. Den 15 juli, 1924 legede Francis på græsplænen foran hans hjem i Port Richmond, Staten Island. Francis mor så en ældre mand gå forbi, og han skiftevis knyttede og åbnede hænderne. Han gik forbi uden at sige noget. Senere samme dag, blev den ældre mand set igen, med denne gang kiggede han på, at Francis og hans venner legede. Francia' lig blev fundet i en skov tæt ved, hvor en nabo havde set Francis og den ældre mand komme gående om eftermiddagen, han var blevet misbrugt og kvalt med hans seler.
Fish ankom til Sing Sing i marts 1935 og blev henrettet den 16. januar 1936 i den eletriske stol i Sing Sing. Han gik ind i kammeret klokken 11:06 og blev erklæret død tre minutter senere. Han blev begravet på Sing Sing fængsels kirkegård. Han skulle have sagt at henrettelse ved elektricitet ville være ” the supreme thrill of my life” (den højeste begejstring af mit liv)  lige før de tændte for kontakten, sagde han: ” jeg ved ikke en gang hvorfor jeg er her."

## Andre mulige ofre
Fish benægtede indblanding i nogen andre mord. Alligevel var han mistænkt i tre andre mord. Kriminalbetjent William King troede, at Fish måske havde været the Brooklyn Vampire(vampyr), en voldtægtsmand og morder, hvis bytte hovedsageligt var børn:
- 1927 – Yetta Abramowitz på 12, i the Bronx. Hun blev kvalt og slået på taget og et 5 etagehus på 1013 Simpson Street. Hun døde på hospitalet kort tid efter hun var blev fundet. Morderen slap væk, men 20 kriminalbetjente og mange flere betjente lede efter den ”høje unge mand”, som havde prøvet at lokke flere unge piger ind i mørke gange og gyder den 14. maj 1927
- 1932 – Mary Ellen O'Connor, alder 16, i Queens, den 15. februar, 1932, hendes lemlæstede lig blev fundet i skoven, tæt ved et hus som Fish havde malet.[30].[31]
- 1932 – Benjamin Collings, alder 17.[31]

## Dansk oversættelse af brevet
| Citat | Kære Fru Budd. I 1894 en ven af mig, arbejde som dækshånd, på Steamer Tacoma, Kaptajn John Davis. De sejlede fra San Francisco mod Hong Kong, Kina. Ved ankomsten han og to andre gik i land og blev fulde. Da de kom tilbage skibet var væk. På dette tidspunkt var der hungersnød i Kina. Kød af en hver art kostede fra $1-3 pr. Pund. Så stor var lidelserne hos de meget fattige, at børn under 12 blev solgt som mad, for at forhindre andre I at sulte. En dreng eller en pige under 14 var ikke sikker på gaden. Du kunne gå ind i hvilken som helst butik, og spørge efter bøf – suppe – gryderet. Dele af den nøgne dreng eller pige, ville blive bragt ud og lige det du ville have blev skåret af dem. En drenge eller pige bagdel som er den sødeste del af kroppen og blev solgt som kalve kotelet, indbragte den højeste pris. John sad [sic]der så længe at han fik sag for menneskekød. Da han vente tilbage til New York, han bortførte to drenge en på 7 og en på 11. Han tog dem med sig hjem, afklæde dem og bandt dem i skabet. Og brændte alt de havde haft på. Flere gange hver dag og nat, han slog dem – torturere dem – for at gøre deres kød, godt og mørt. Han dræbte først den 11 år gammel dreng, fordi han havde den mest faste bagdel og selvfølgelig den med mest kød på. Hver en del af drengen blev spist, lige med undtagelse af hovedet, knoglerne og indvoldene. Han blev stegt i oven (hele hans bagdel), kogt, braseret, friturestegt og lavet til gryderet. Den lille dreng var den næste, og han gik samme vej. På det tidspunkt boede jeg på 409 E 100 St, tæt – højre side. Han fortalte mig så tit og ofte, hvor godt menneskekød smagte, og da bestemte jeg mig for at smage det. Søndag den 3 juni, 1928, jeg besøgte dig på 406 W 15 S, bragte dig en krukke oste – jordbær. Vi spiste frokost. Grace sad på mit skød og kyssede mig. Jeg bestemte mig for at spise hende. Under undskyldningen om at tage hende med et en fest. Du sagde at hun måtte gå. Jeg tog hende til et tomt hus i Westchester, som jeg allerede havde udvalgt. Da vi kom der til, jeg sagde til hende om at blive udenfor. Hun plukkede vilde blomster. Jeg gik oven på og tog alt mit tøj af. I vidste hvis jeg ikke gjorde ville jeg få hendes blod på mit tøj. Da alt var klart, gik jeg over til vinduet og kaldte på hende. Så gemte jeg mig i skabet indtil hun var i værelset. Da hun så mig nøgen, begyndte hun at græde, og prøvede at løbe ned at trappen. Jeg greb fast i hende og hun sagde at hun ville fortælle det til hendes mor. Først tog jeg alt hendes tøj af hende. Nej hvor hun sparkede – bed og kradsede. Jeg kvalte hende til døde. Så skar jeg hende ud i små stykker som jeg kunne tage mit kød til mit værelse. For at tilberede og spise det. Nej hvor hendes lille bagdel, sød og mør, da den var stegt i ovnen. Det tog mig 9 dage at spise hele hendes krop. Jeg voldtog hende ikke, selv om jeg kunne, hvis jeg ville, hun døde som jomfru. | Citat |
|       | |       |